# Mu (roi de Balhae)
Pour les articles homonymes, voir Mu.
Mu (hangeul : 무왕 ; hanja : 武王), mort en 737, est le deuxième roi du royaume de Balhae en Corée. Il a régné de 719 à sa mort.